# James van Hoften
James Dougal Adrianus „Ox“ van Hoften (* 11. Juni 1944 in Fresno, Kalifornien) ist ein ehemaliger US-amerikanischer Astronaut. 
Van Hoften erhielt 1966 einen Bachelor in Bauingenieurwesen von der University of California, Berkeley und 1968 einen Master sowie 1976 einen Ehrendoktortitel, beide in Wasserbau jeweils von der Colorado State University. Von 1969 bis 1974 war er Pilot bei der United States Navy. 1972 flog er ungefähr 60 Kampfeinsätze über Vietnam. Ab 1974 nahm van Hoften seine akademischen Studien für seine Doktorarbeit wieder auf. Im September 1976 nahm er eine Stelle als Assistenzprofessor in Bauingenieurwesen an der University of Houston an.

## Astronautentätigkeit
Im Januar 1978 wurde James van Hoften von der NASA als Astronautenanwärter ausgewählt. Er war an den Vorbereitungen für den ersten Space-Shuttle-Flug STS-1 beteiligt und war als Leiter der Unterstützungsmannschaft am Kennedy Space Center für Tests und Vorbereitungen zum Shuttle-Start zuständig.

### STS-41-C

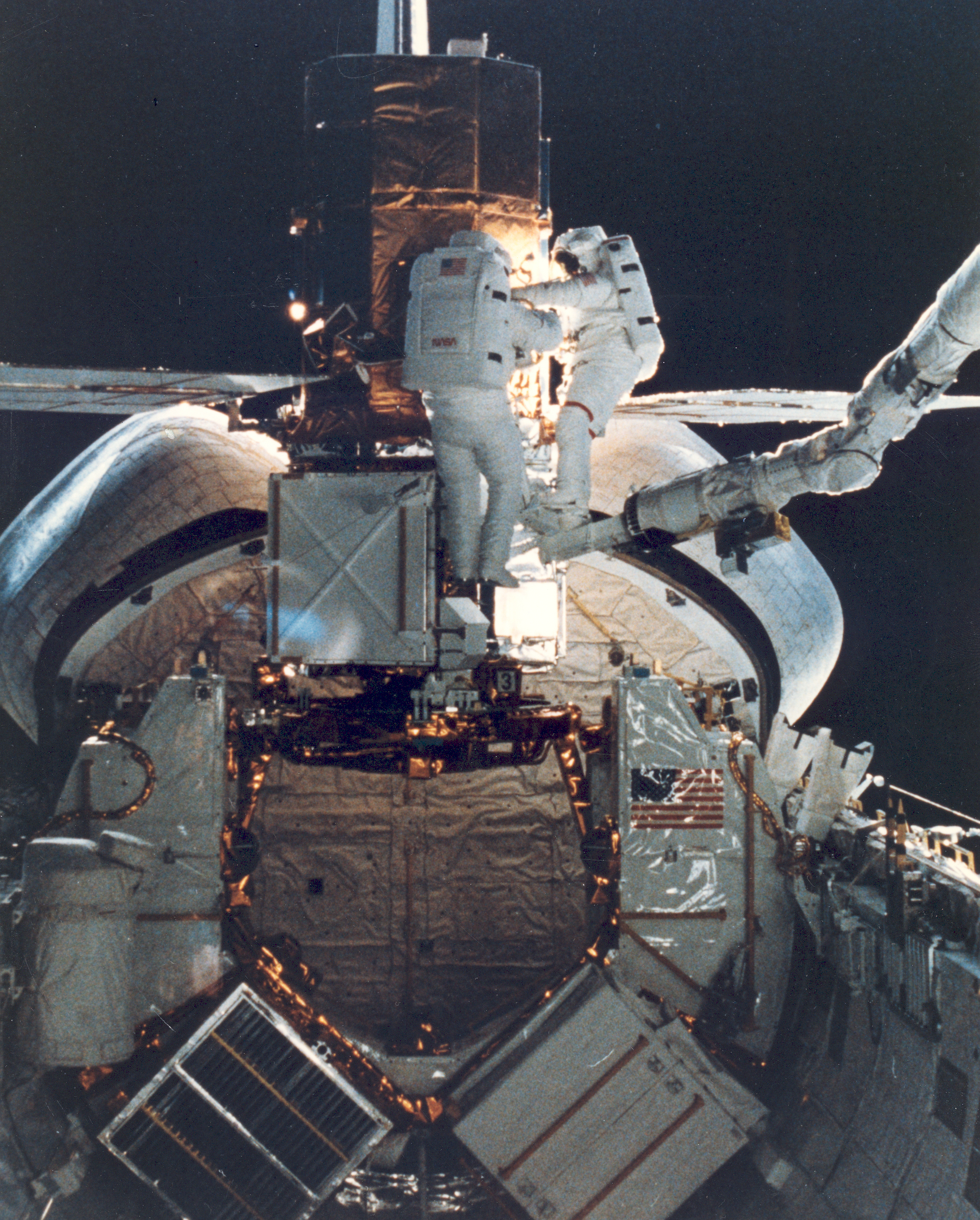
Die Astronauten van Hoften und Nelson reparieren den eingefangenen Solar-Max-Satelliten

Am 6. April 1984 startete van Hoften als Missionsspezialist mit der Raumfähre Challenger zu seinem ersten Flug ins All.  Bei zwei Weltraumausstiegen wurde der defekte Sonnenbeobachtungssatellit SolarMax von van Hoften und seinem Astronautenkollegen George Nelson eingefangen und repariert. Außerdem wurde die Long Duration Exposure Facility (LDEF) mit 57 Experimenten ausgesetzt, die später mit STS-32 wieder eingefangen und zurück zur Erde gebracht wurde. Nach sieben Tagen landete van Hoften auf der Edwards Air Force Base.

### STS-51-I
Mit der Raumfähre Discovery startete van Hoften am 27. August 1985 als Missionsspezialist zur Mission STS-51-I. Die fünfköpfige Besatzung brachte drei Kommunikationssatelliten in eine Umlaufbahn. Außerdem wurde ein mit der Mission STS-51-D ausgesetzter defekter Satellit eingefangen, repariert und wieder ausgesetzt. Van Hoften und sein Kollege William Fisher führten dazu zwei Weltraumausstiege durch.

### STS-61-G
Van Hoftens dritter Einsatz war für Mai 1986 vorgesehen. Bei der Mission STS-61-G hätte die Raumsonde Galileo ausgesetzt werden sollen. Nach der Challenger-Katastrophe im Januar 1986 wurden jedoch alle Shuttle-Flüge ausgesetzt.

## Nach der NASA
1986 wechselte van Hoften zur Bechtel Corporation. Zurzeit ist er Senior-Vize-Präsident und Managing-Direktor der Sparte Global Aviation bei Bechtel in London.

## Privates
James van Hoften ist verheiratet und hat drei Kinder.